# 雷诺卡车

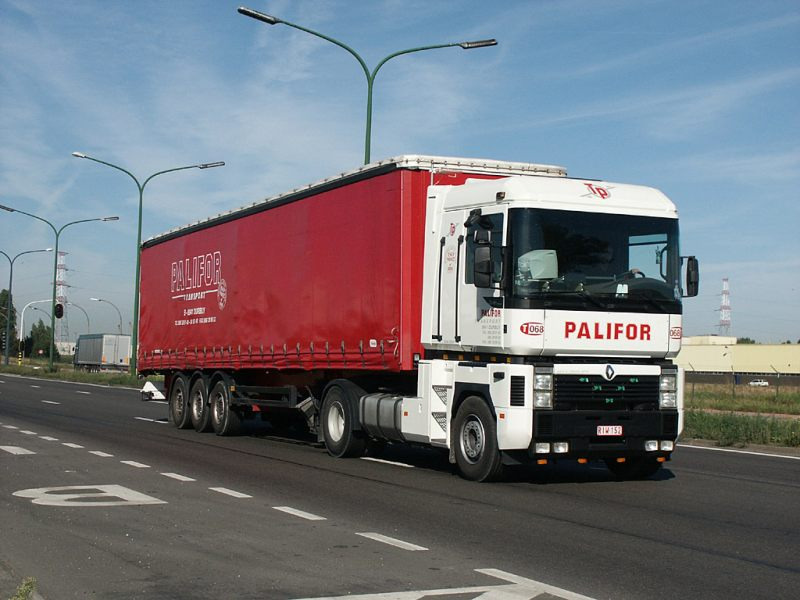
雷诺Magnum

雷诺卡车（法語：Renault Trucks，港澳又名「金威龍」），是法國的一家卡車製造商，原屬雷諾車廠一部分，總部設於法國第三大城市里昂。
自2001年起雷諾卡車部門成為了下的第二大公司，更包含百分之二十的卡車部門股份。该集团围绕三个全球知名品牌来开展其重型卡车业务。这三个品牌是：Renault（雷诺）、Volvo（沃尔沃）和 Mack（马克）。
2007年，雷諾貨車和卡車銷量已達40.4萬輛，比2006年增長3.4%。而在歐洲實用車市場佔有率，2007年則達14.2%，連續10年居歐洲實用車銷量榜首。

## 歷史
雷諾卡車的前身是1956年由雷諾公司成立的子公司Saviem。成立子公司之目的是統一生產卡車和客車。1970年代法國汽車業併購潮，Saviem和另一家公司貝利埃合併，變成了雷諾重型車公司。與此同時，標緻雪鐵龍集團收購了美國佳士拿歐洲分支，包括了一部分商用車生產。後來於1983年，該集團把這部分商用車生產線售予雷諾重型車公司。1987年雷諾重型車增持了母公司雷諾公司的股權，成為最大股東。
原本雷諾重型車公司還包括客車生產。1999年與意大利公司歐霸成立Irisbus。然而在2001年雷諾退出，Irisbus被售予Volvo集團，Irisbus名稱被放棄公司再改名為雷諾卡車。
2002年打入中國市場，與東風汽車簽訂協議生產引擎。

## 新车

### 卡車
- 派送用车系列
  - Renault Mascott

- 分布范围
  - Renault Midlum
  - Renault Premium Distribution

- 工程用车范围
  - Renault Premium Lander
  - Renault Kerax

- 长途范围
  - Renault Premium Route
  - Renault Magnum
  - Renault radiance
  - Renault Magnum Vega 限量版卡车

### 客車
- Irisbus

## 圖片

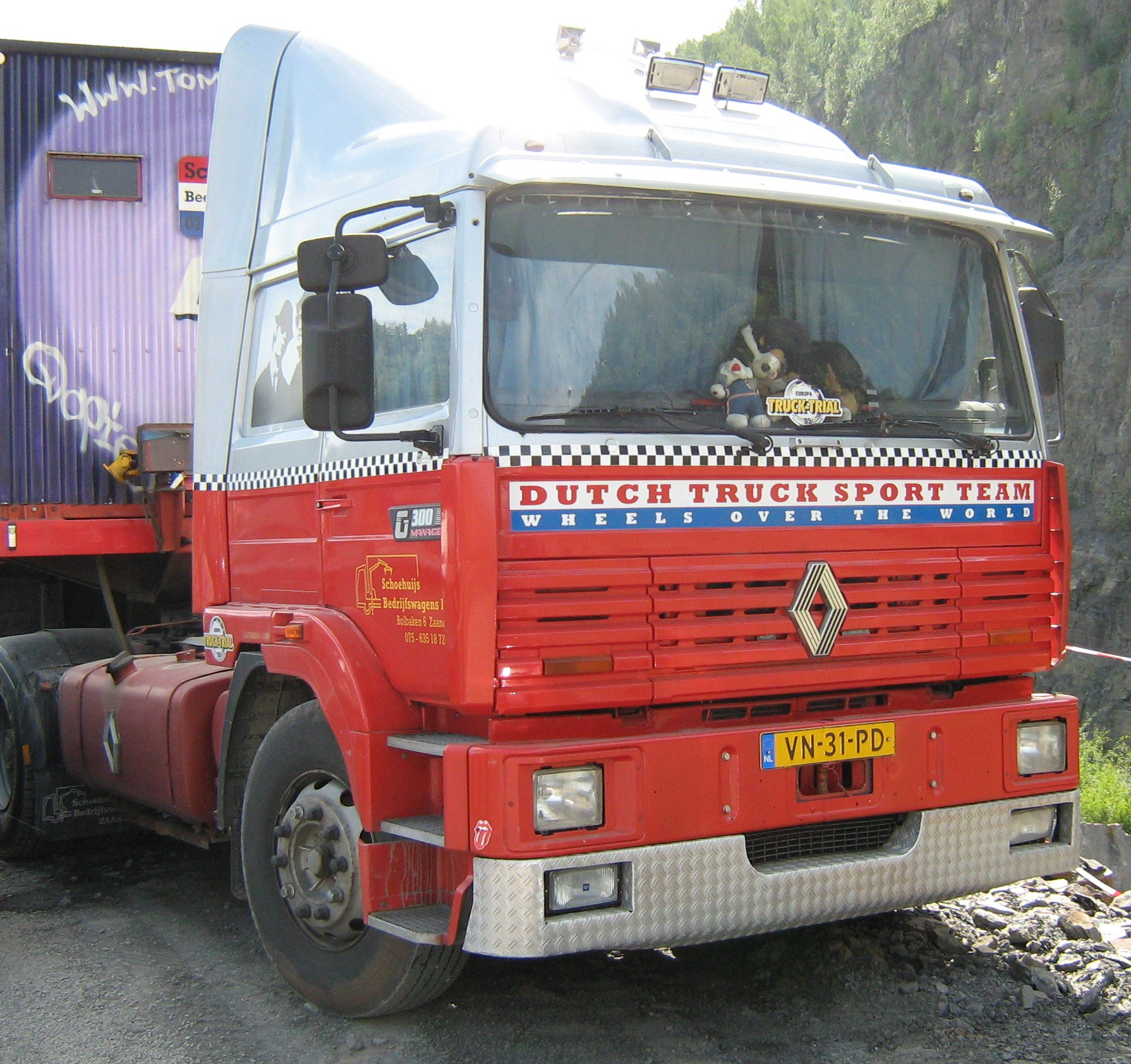
雷诺G-300
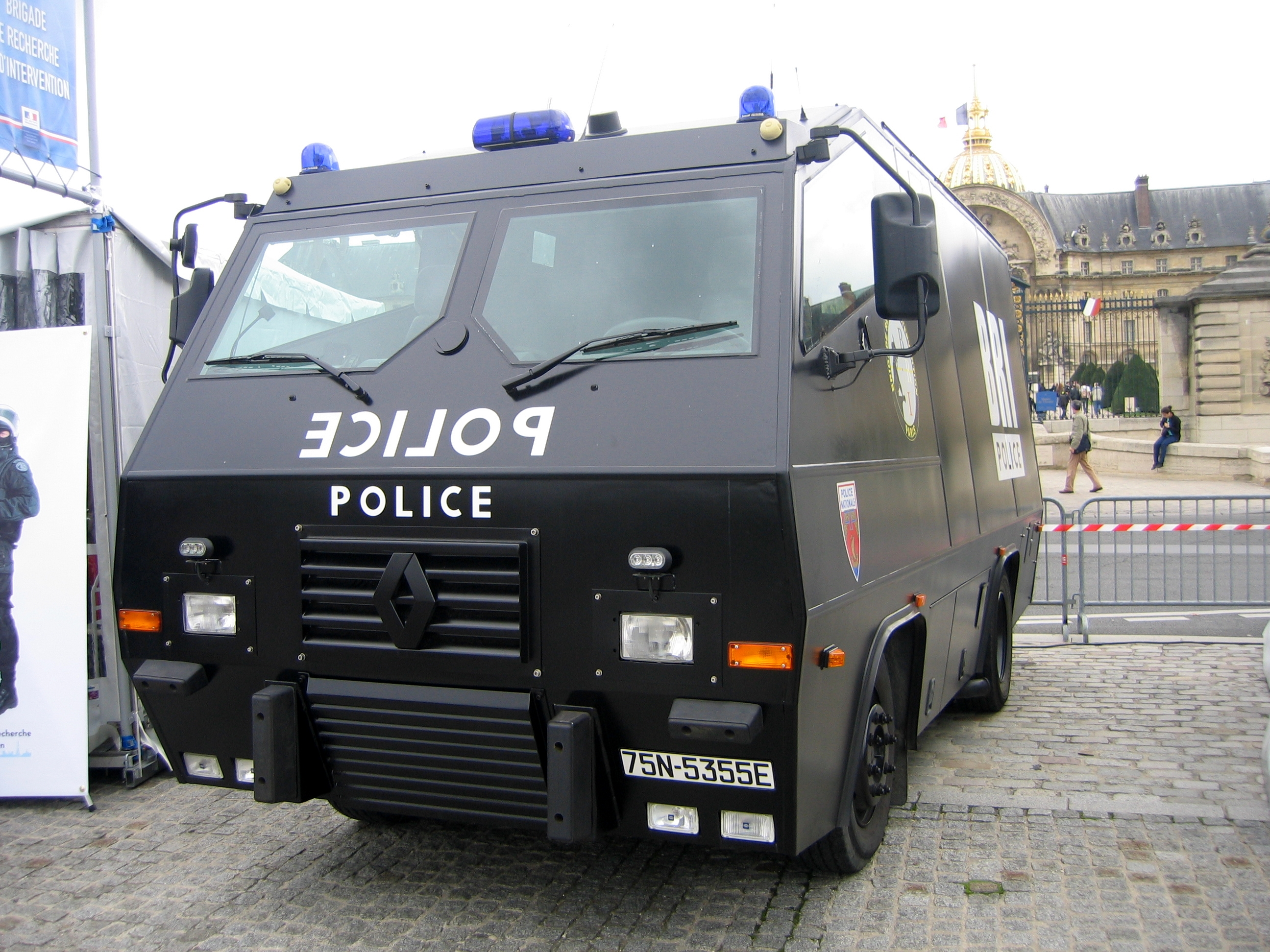
雷诺裝甲車
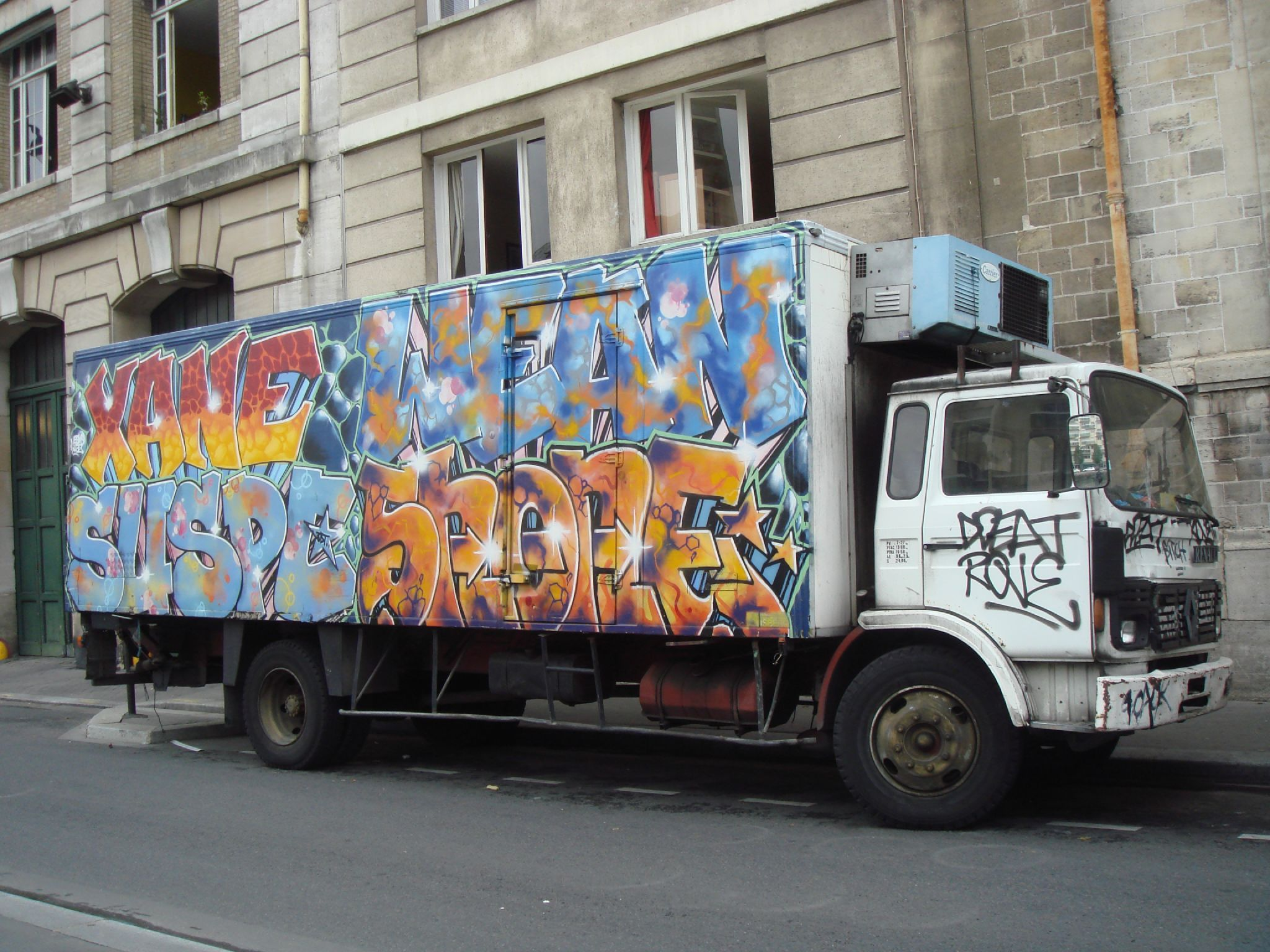
雷诺 R340TI
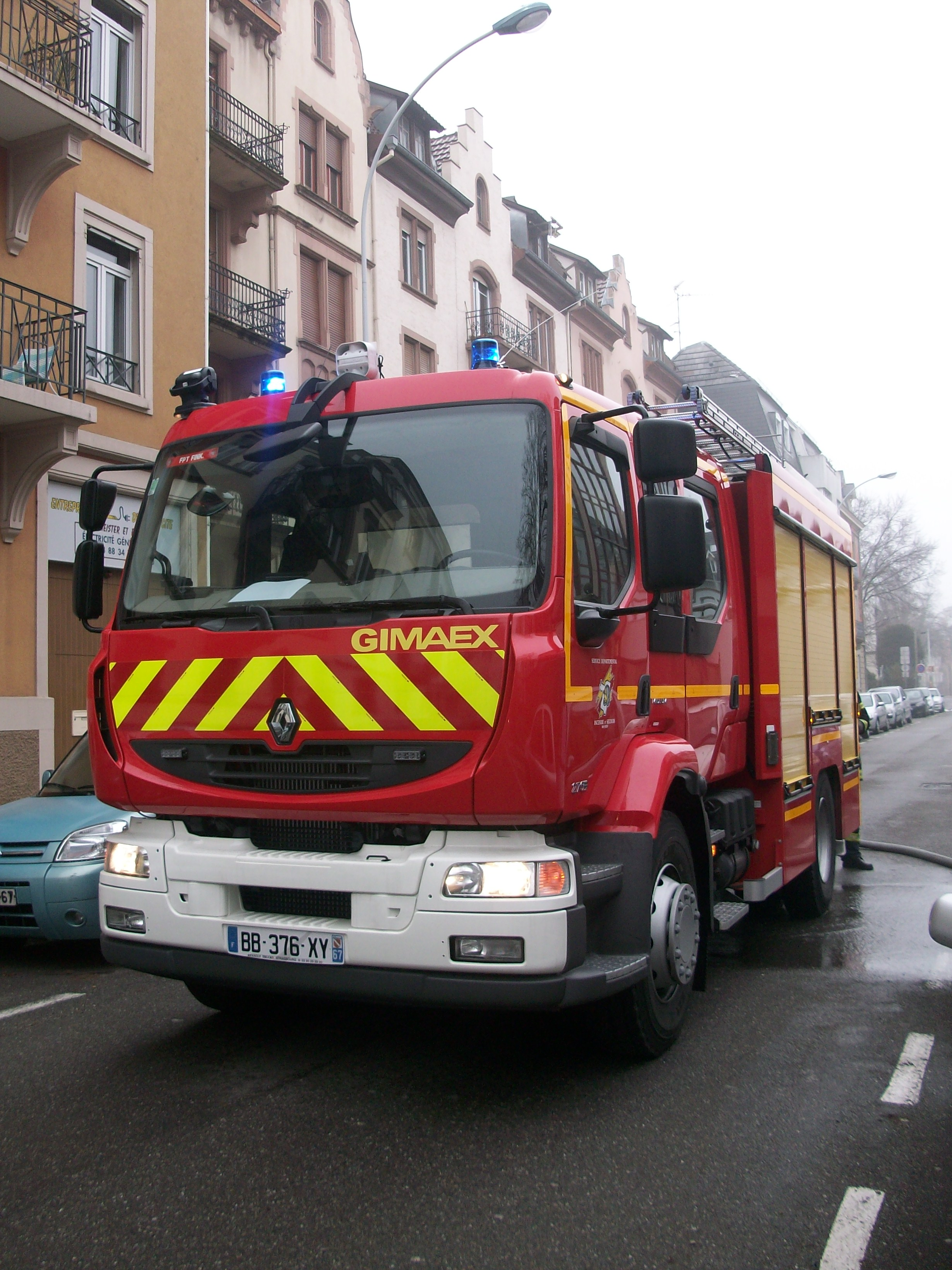
雷諾消防車

## 外在链接
- Renault Trucks Global Website （页面存档备份，存于）
- Renault Trucks China Website
- Renault Trucks Defense Website（页面存档备份，存于）